# Nord bei Nordwest – Der Andy von nebenan
Nord bei Nordwest – Der Andy von nebenan ist ein deutscher Fernsehfilm von Nina Wolfrum aus dem Jahr 2022. Es handelt sich um die sechzehnte Folge der ARD-Kriminalfilmreihe Nord bei Nordwest mit Hinnerk Schönemann und Jana Klinge in den Hauptrollen. Der Film entstand nach einem Drehbuch von Niels Holle und wurde am 6. Januar 2022 im Rahmen der Reihe Der Donnerstags-Krimi im Ersten erstmals im TV ausgestrahlt.

## Handlung
Andreas Brose, der in Schwanitz als „der Andy von nebenan“ bekannt ist und seit seiner Geburt geistig behindert ist, hilft Hauke Jacobs bei Reparaturen am Schiffsmotor. Auch Hannah Wagner braucht Hilfe bei elektrischen Problemen in ihrem Haus, und Jacobs empfiehlt Andy. Als Dank umarmt Andy, muskulös und groß, Hauke fest und ungeschickt. Jule Christiansen hat derweil ihr Examen zur Tierärztin bestanden. Sie behandelt die Schlange von Weltenbummler Cem Brose, der exotische Tiere besitzt: Python Agathe und Tarantel Mathilda. Brose ist Andys Ziehvater und wird von ihm an der Praxis abgeholt.
Das Paar Judika und Linus Hintzel tauchen bei Brose auf, betäuben ihn und durchsuchen sein Haus. Er soll einen sehr großen Diamanten besitzen, das „Herz des Riesen“, auf den sie es abgesehen haben. Mit viel Mühe öffnen sie den Tresor, finden aber nichts außer einigen Unterlagen und Briefen. Brose wacht auf und bedroht das überraschte Paar mit einer Armbrust. Bei einem Schuss, der Judika in die linke Schulter trifft, geht das Terrarium der Tarantel zu Bruch. Cem Brose legt einen weiteren Pfeil nach, der ihn jedoch im Kampf selbst tötet. Die Tarantel flüchtet unbemerkt in Judikas Rucksack.
Andy kehrt von Hannah Wagner nach Hause zurück und findet seinen toten „Papa“. Hintzels sind noch im Haus, aber er bemerkt sie nicht. Später ruft Linus Hintzel die Polizei. Er gibt sich gegenüber Jacobs als Ohrenzeuge aus und beschuldigt Andy. Danach steigen er und Judika in der Pension Ahab ab und bekommen das letzte Doppelzimmer; das Haus ist ansonsten durch das Jahrestreffen des Bestatterverbands Holstein-Ost belegt. Das bereiten Töteberg und Bleckmann gerade vor; außerdem will Frau Bleckmann erneut zum Vorstand gewählt werden.
Andy wird auf der Wache durch Jacobs und Wagner getröstet und behutsam befragt. Aufgrund seines arglosen Wesens trauen sie ihm keinen Mord zu, schon gar nicht an seinem Vater, den er über alles geliebt hat. Es gibt für sie keinen Grund, Andy in Gewahrsam zu nehmen. Jacobs erklärt ihm aber, dass er nicht ins Haus seines Vaters dürfe, solange es als Tatort gilt. Andy zieht sich deshalb in das Gartenhaus zurück, in dem er wohnt. Im Pensionszimmer durchsucht Judika derweil die von Brose gestohlenen Akten und Briefe und überredet Linus zu einem zweiten Versuch in Broses Haus. Sie hat von einem „geheimen Keller“ gelesen. Christiansens Vater erzählt Jacobs und Wagner zwischendurch von Broses Boot „Odysseus“ und seinem Partner Haubold, der Taucher war. Beide waren vor vielen Jahren auf Seereisen um die ganze Welt und auf der Suche nach eben jenem sagenumwobenen „Herz des Riesen“. Dabei kam Haubold ums Leben, was die einheimische Polizei nicht aufklären konnte. Der Dritte im Bunde war der Segler Hermann Spieker. 
Am Abend steigt Linus Hintzel erneut in Broses Haus ein und durchsucht den Keller. Dabei wird er von Andy überrascht. Er behauptet, ein guter Freund von Brose gewesen zu sein, aber Andy durchschaut den Schwindel und erdrückt und erstickt ihn voller Wut. Judika beschwert sie sich bei Bine über den durchdringenden Partylärm der entfesselten Bestatter, sodass die Tarantel aus dem Zimmer entweichen kann. Judika macht sich zudem Sorgen, weil Linus nicht zurückkehrt.
Am nächsten Morgen durchsuchen Jacobs und Wagner erneut Broses Haus und finden im Keller den toten Hintzel. Jacobs diagnostiziert den Tod durch Ersticken. Nachdem Judika die Todesnachricht von Wagner überbracht bekommen hat, durchforscht sie die Unterlagen von Brose und stößt auf weitere Hinweise. Jacobs und Wagner befragen die Witwe von Segler Hermann Spieker und erfahren, dass Cem Brose Schuld hatte am Tauchunfall von Haubold.
Etwas später sprengt die Rote Tarantel die Sitzung der Bestatter. Alle haben panische Angst vor der großen Spinne und ein Tumult entsteht. Kammerjäger Mehmet Ösker soll das Tier einfangen, aber erst Frau Bleckmanns beherztes Eingreifen führt zum Erfolg (und später ihrer Wiederwahl). Jacobs erkennt die Zusammenhänge: Die Tarantel ist über Judika in die Pension gekommen und demnach haben die Hintzels mit dem Tod von Brose zu tun. Er findet die restlichen Unterlagen und Bine Pufal fällt noch ein, dass Judika auf dem Weg zu Andys Baumhaus ist. Dorthin hat sich Andy verzweifelt zurückgezogen.
Judika erschleicht sich Andys Vertrauen und darf hinaufklettern. Sie überwältigt ihn ebenfalls mit einer Betäubung und findet in einem Bodenversteck endlich eine Schatulle mit dem Diamanten. Es stellt sich heraus, dass der Taucher Haubold ihr Vater war. Da die Betäubung beim großen und schweren Andy nicht lange anhält, schnappt er sich die Frau und hält sie wütend in einer festen Umarmung. Jacobs und Wagner treffen am Baumhaus ein, Wagner klettert rauf und überredet Andy zur Aufgabe. Judika wird festgenommen und behauptet dennoch gegenüber Hannah, dass das „Herz des Riesen“ ihr gehöre.

## Hintergrund
Die Folge wurde vom 6. Oktober bis zum 3. November 2020 auf Fehmarn sowie in und um Lübeck bzw. Hamburg gedreht.

## Rezeption

### Einschaltquote
Die Erstausstrahlung von Nord bei Nordwest – Der Andy von nebenan wurde in Deutschland am 6. Januar 2022 von 8,12 Millionen Zuschauern gesehen und erreichte somit einen Marktanteil von 26,0 % für Das Erste.

### Kritik
Rainer Tittelbach von tittelbach.tv schrieb: „Die Krimihandlung ist im wahrsten und besten Sinne des Wortes überschaubar – und der Zuschauer stets mittendrin im Geschehen, den Ermittlern stets ein paar Schritte voraus. Die Neugier ist geweckt. Die Frage stets: Wie wird es weitergehen? Empathie spielt eine wesentliche Rolle in der Geschichte.“
Die Kritiker der Fernsehzeitschrift tvspielfilm.de werteten: „Obwohl der Zuschauer von Anfang an weiß, wer Andys Vater auf dem Gewissen hat, entwickelt sich doch eine spannende Geschichte, die einen in den Bann zieht. Und das liegt vor allem an der Figur des Andy, der trotz seines Handicaps nicht lächerlich gemacht wird, sondern mit seiner arglosen Art direkt ans Herz geht.“
Oliver Armknecht von film-rezensionen.de fand es schade, „dass es den Drehbuchautoren […] einfach nicht so wirklich gelingt, Jule Christiansen stärker zu integrieren. Sie wirkt auch nach einigen Filmen immer noch wie ein Fremdkörper.“ „Beim Krimipart wäre ebenfalls mehr drin gewesen. Wie schon bei einigen der letzten Filme bewegt man sich hier vom Genreprinzip weg, dass ein Mord oder ein sonstiges Verbrechen wirklich aufgeklärt werden muss. Zumindest das Publikum daheim vor den Fernsehern weiß genau, was sich abgespielt hat, da es beim Tatvorhergang dabei ist. Auch später hat es immer wieder einen Wissensvorsprung. Groß Rätseln ist deshalb nicht, viel Spannung ist auch nicht drin.“ „Das hilft dann aber auch nicht wirklich dabei, sich aus dem Bereich des Mittelmaßes zu lösen. Vereinzelt zeigt sich zwar, was den Reiz der Reihe ausmacht. Es wird nur zu wenig genutzt.“
Bei Prisma.de schrieb Wilfried Geldner: „Fast meint man, die Macher drohten sich auf ihren Beziehungsplots auszuruhen (und manchmal schlafen einem dabei auch wirklich die Füße ein), da geschieht Schreckliches, es passiert ein Mord, der nur das immer mehr in den Vordergrund rückende Bestatterpärchen Töteberg (Regine Hentschel, Stephan A. Tölle) mit Freude erfüllen kann. Tatsächlich wirkt das ganze Team immer besser eingespielt, die Dialoge, nicht immer von größter poetischer Kraft, sind auf den Punkt gebracht (Regie: Nina Wolfrum). Aus kleinen Wortfetzen sprühen Funken.“